# Erland Heurlin
Nils Erland Heurlin, född 26 augusti 1865 i Stockholm, död 24 maj 1947, var en svensk tecknare och arkitekt. Han var son till Frithiof Heurlin, bror till Theodor Heurlin samt halvbror till Johan Heurlin.

## Biografi
Heurlin var elev vid Kungliga tekniska högskolan 1884–1887 och vid Kungliga Akademien för de fria konsterna 1887–1890. Han var en duktig tecknare och etsare och arbetade som perspektivist för flera ledande arkitekter, bland annat Ullrich & Hallquisth, Gustaf Wickman och Carl Möller. Han arbetade med Möller mellan 1892 och 1903 och tog bland annat fram förlagorna till glasmålningarna i Gustav Adolfskyrkan och deltog i restaureringarna av Växjö domkyrka och Kristine kyrka, Falun. 1903 startade han egen arkitektverksamhet. Han utförde ritningar till en mängd priser och minnespokaler, ofta i samarbete med hovjuvelerare Karl Anderson. Han ritade kyrksilvret till Stefanskyrkan och Hjorthagens kyrka.
Heurlin var även tecknare i flera tidningar och tidskrifter, däribland Svea, Svenska Familj-Journalen, Hemvännen och Ny Illustrerad Tidning.

## Verk i urval
- 2:a pris i tävlingen kring Oscarskyrkan, tillsammans med Johan Nordquist, 1895
- Skisser till Cedergrenska tornet, 1897[7]
- Kvarteret Läraren 4, Torsgatan 2, Stockholm, 1905, fasader
- Villa Kåa, guldsmeden Karl Andersons villa på Alberget, Djurgårdsvägen 114, Stockholm 1911-12.
- Kvarteret Katthavet 4, Berzelii park, Stockholm, utkast till musikpaviljong 1913.
- Swedenborgs Minneskyrka, Tegnérlunden 7, Stockholm 1927.
- Östra reals sportstuga, Södergarn, 1928.[8]
- Mausoleer för Paul Urban Bergström och Sigurd Hedberg på Norra begravningsplatsen[9]

## Bilder

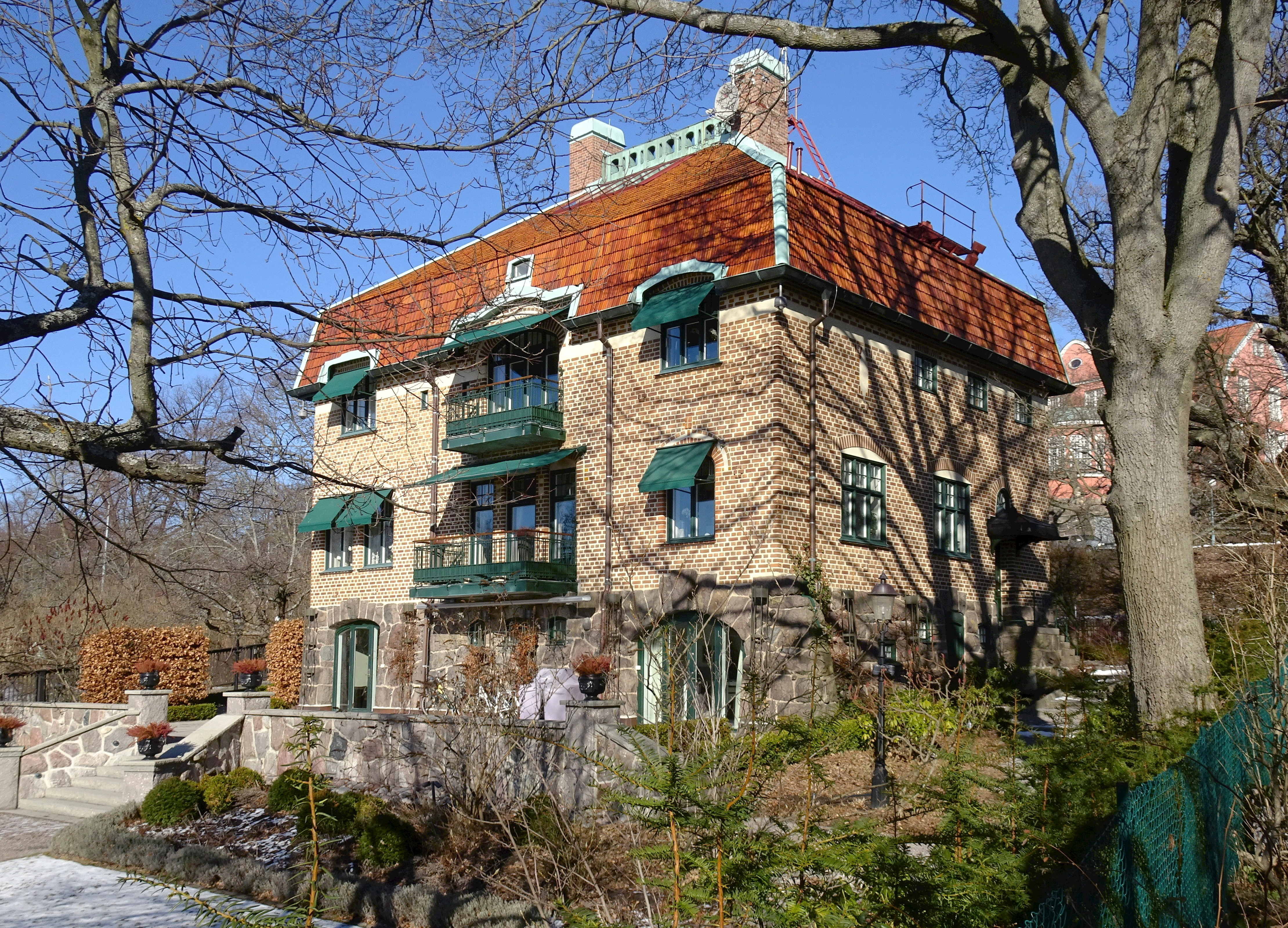
Villa Kåa
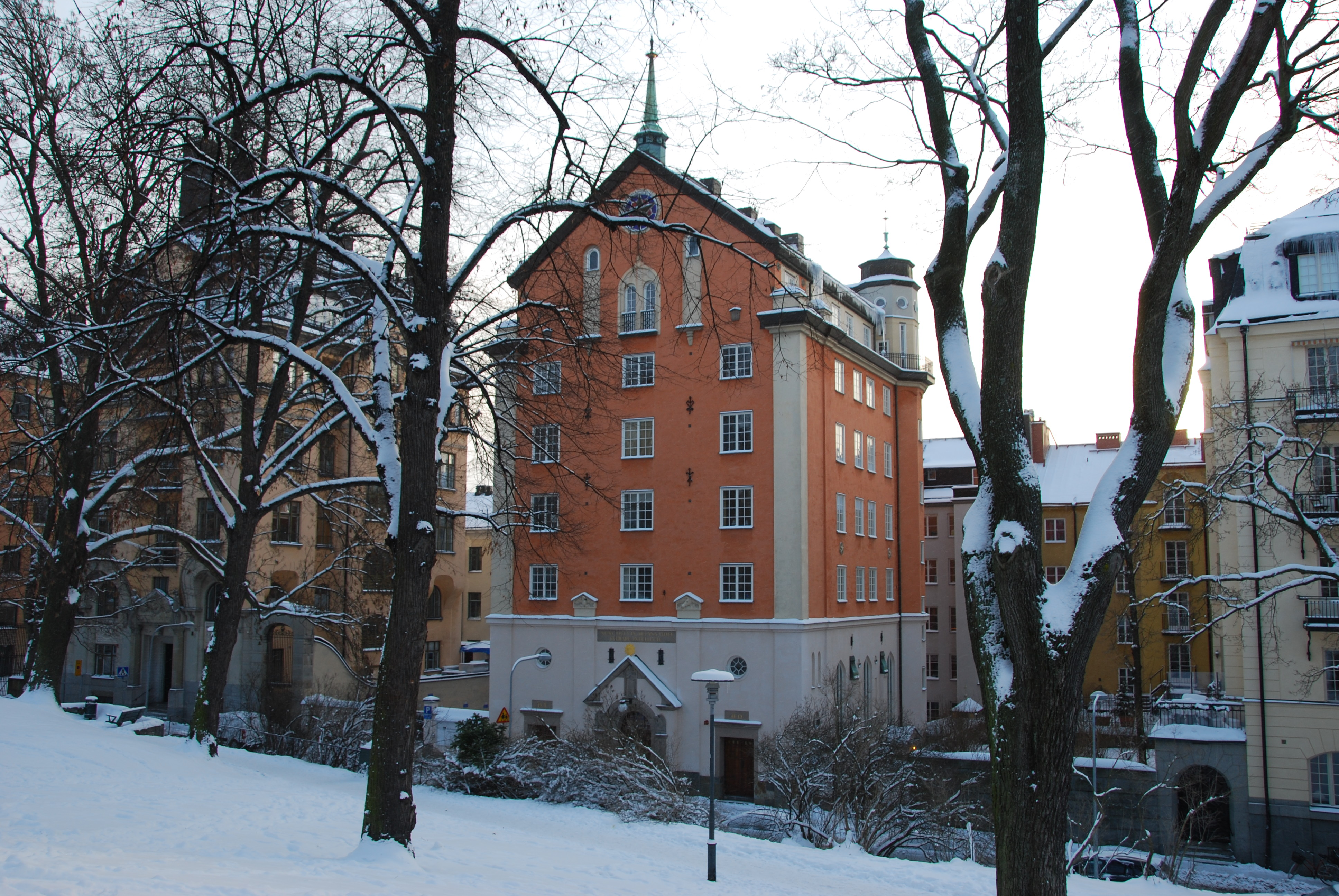
Swedenborgs Minneskyrka
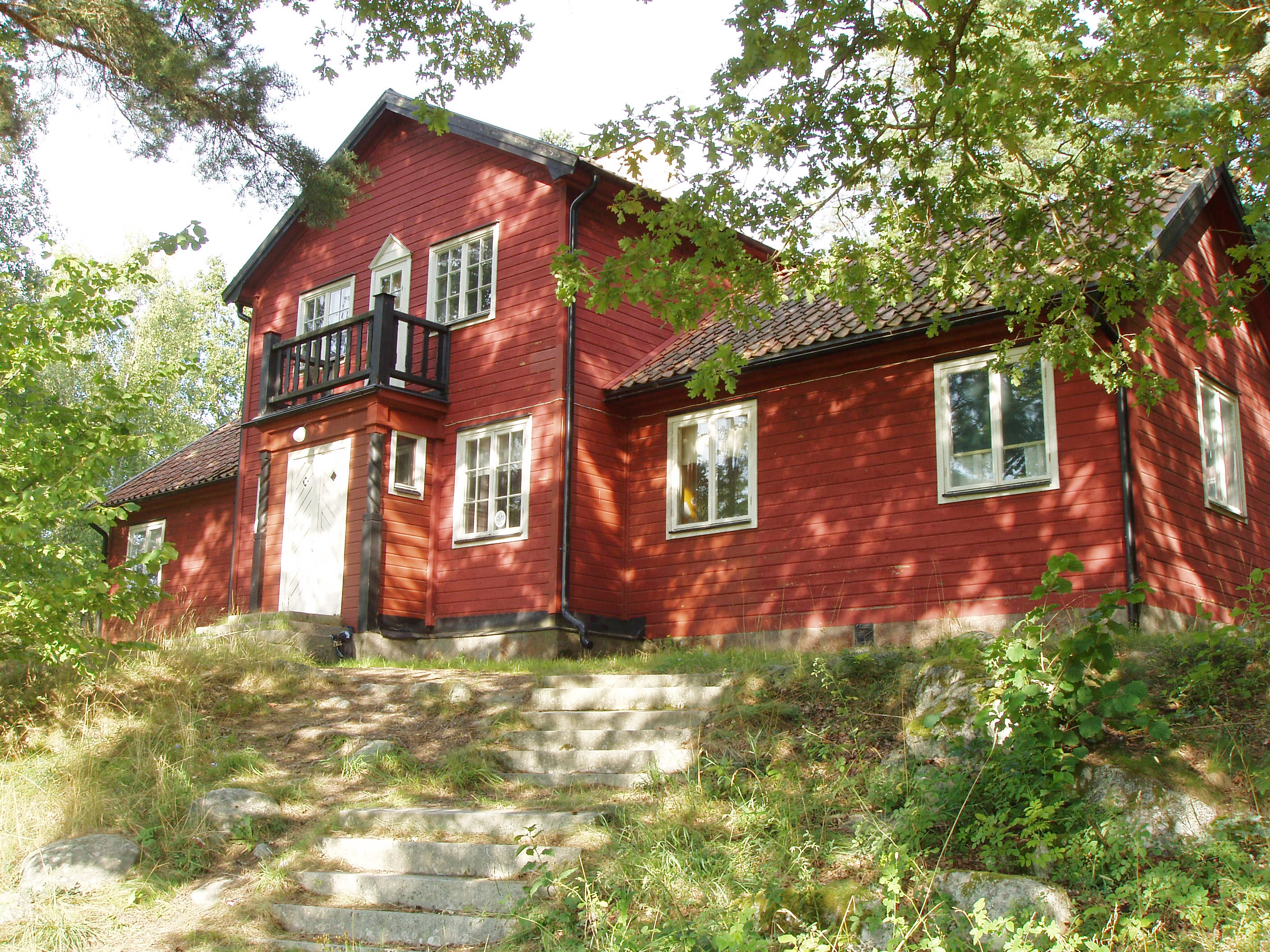
Östra reals sportstuga
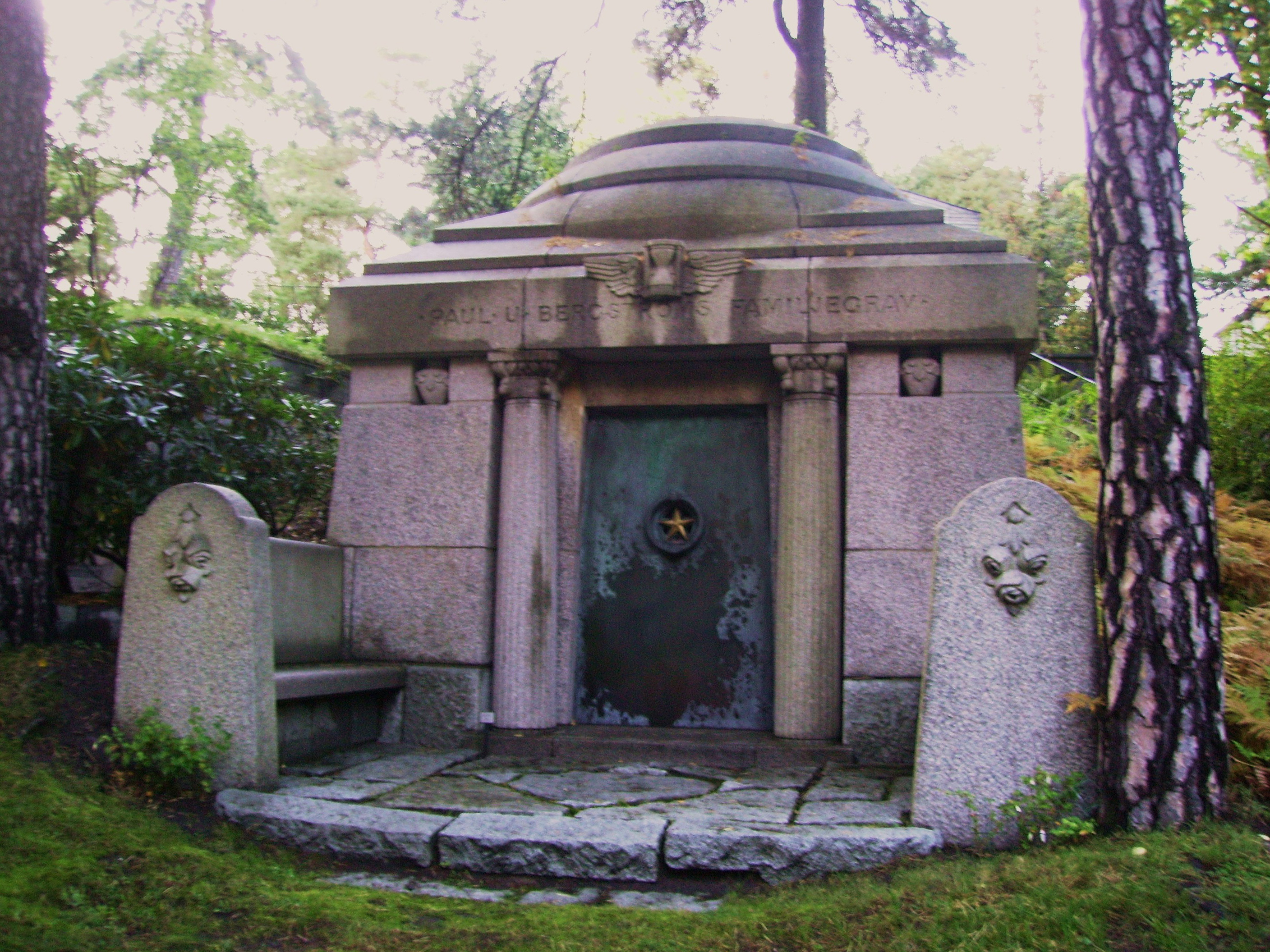
Paul Urban Bergströms familjegrav
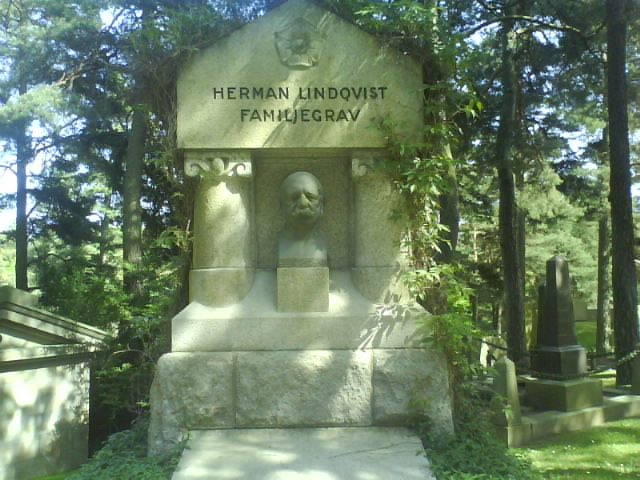
Herman Lindqvists gravvård